# Argia mishuyaca
Argia mishuyaca – gatunek ważki z rodziny łątkowatych (Coenagrionidae). Występuje na terenie Ameryki Południowej.